# 東匯坊
東匯坊（前稱：東匯中心、香港水族廣場）位於香港香港島鰂魚涌英皇道1010至1056號益昌大廈地下。

## 歷史

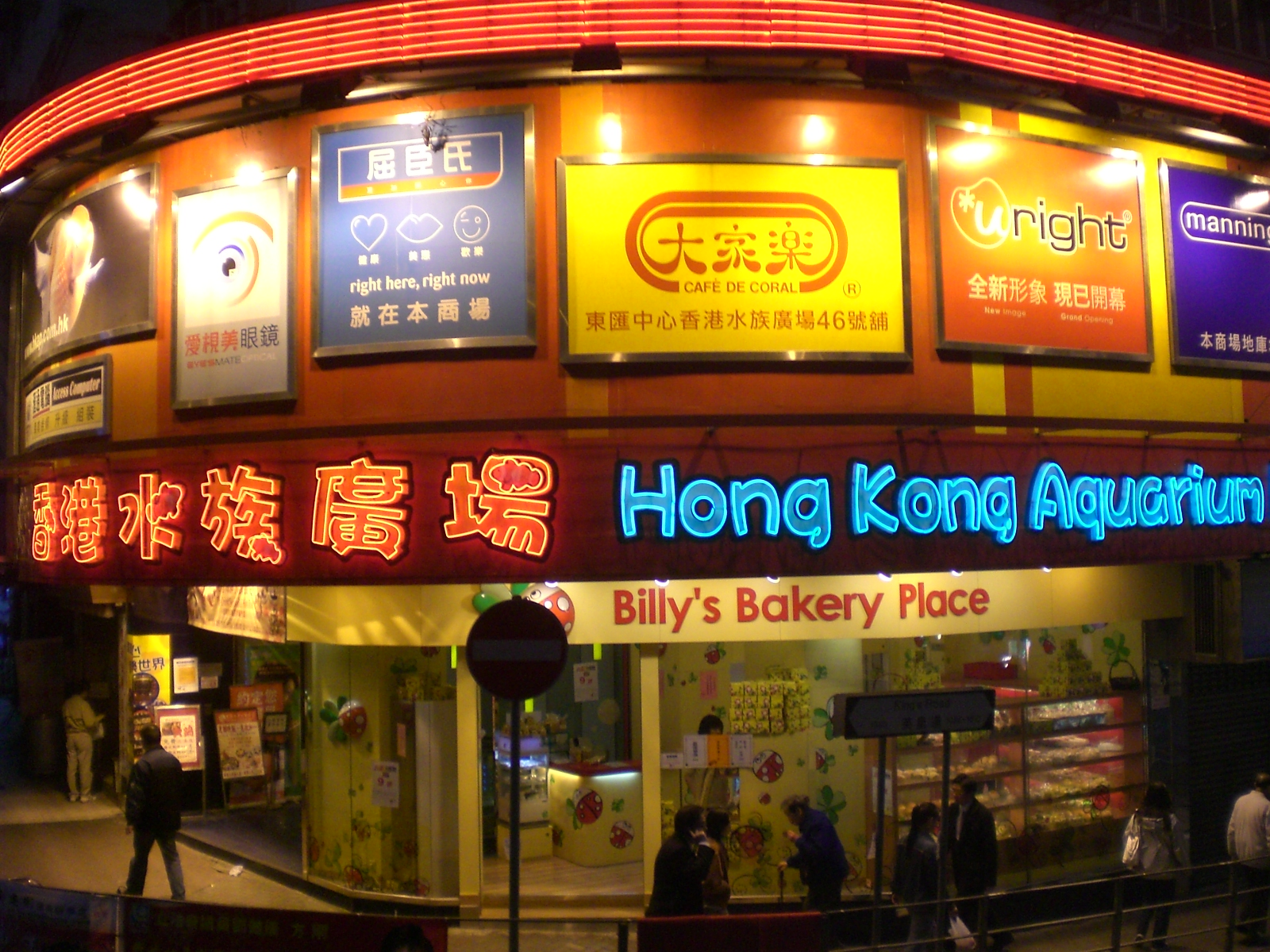
香港水族廣場

原址於1990年代中期以前，本來為一個地下燒味工場。後來工場搬遷，業主將有關地段進行過多次裝修，惟人流不夕。
2005年起，自從商場內一系列水族品店開業後，人流大幅度地改善，因此業主有了轉型商場為香港水族廣場（英語：Hong Kong Aquarium Plaza）的概念，亦因如此，此處成為了香港首個以水族為主題的商場，亦是香港少數有獨特主題的商場。開幕初期，人流不錯，一些本地的短線遊亦會安排前往參觀。惟生意很快就走下坡，業主曾經作出輕微的轉型，加入了一些非水族類商店，然而作用不大。2008年起，水族品店陸續結業。2008年年尾，全數水族品店結業。電器用品店、餐廳及酒樓等取代了水族舖，而香港水族廣場的網頁也停止運作。
2013年，此商場被更改為普通的社區商場，全場只有兩家店鋪同水族有關。
2017年9月1日中銀香港（2388）旗下中銀香港資產管理剛斥31億元掃貨，向舖王鄧成波購入3個物業，包括觀塘興業街4號The Wave全幢、銅鑼灣軒尼詩道482號泰港大廈地下至3樓、鰂魚涌英皇道1046至1056號東滙中心整個地庫。
2019年，東匯坊經過一年的翻新工程後重新開幕。
2023年9月8日及10日，東匯坊受暴雨影響，大量雨水夾雜著泥水湧入東匯坊地庫。

## 圖片

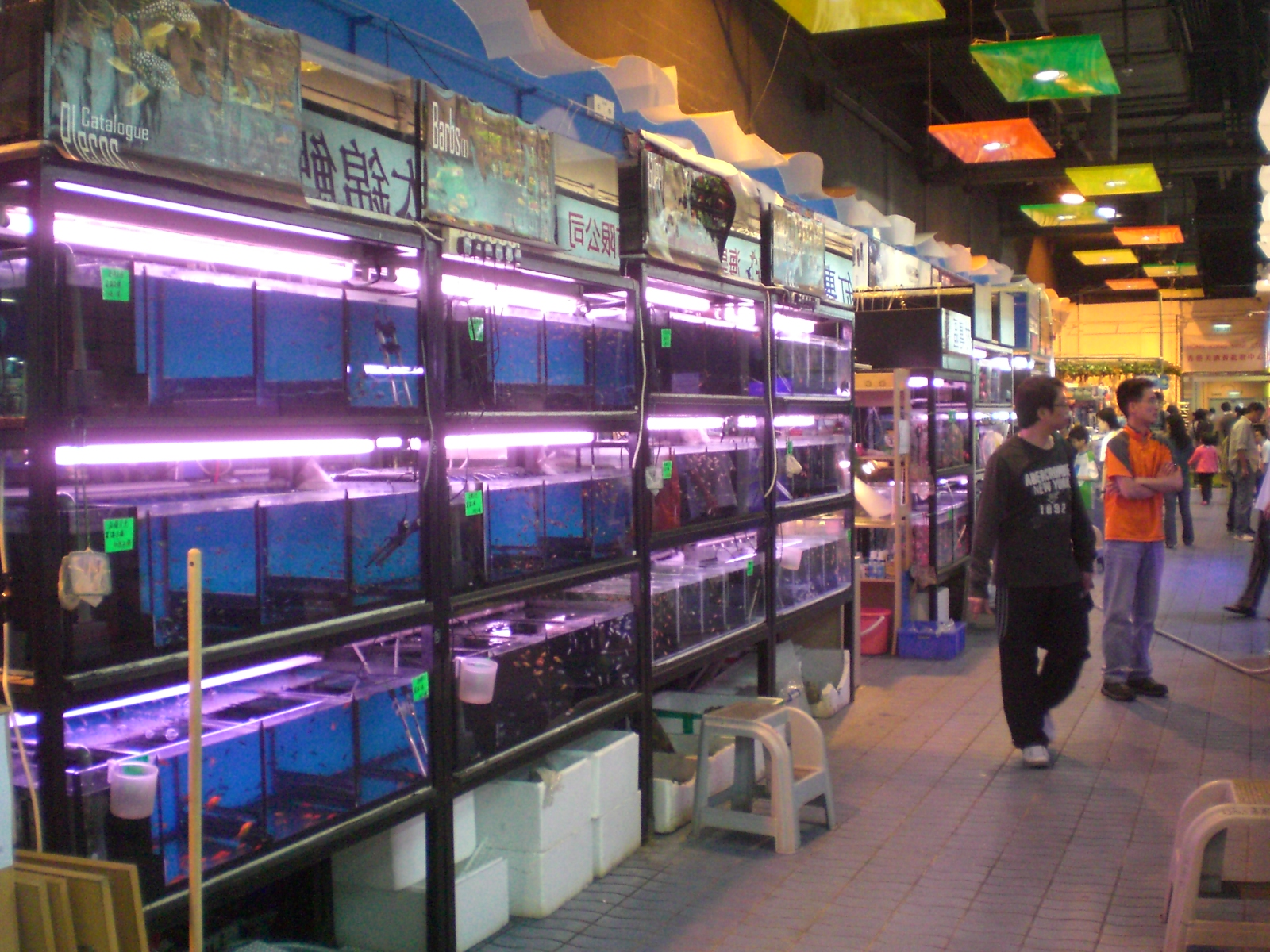
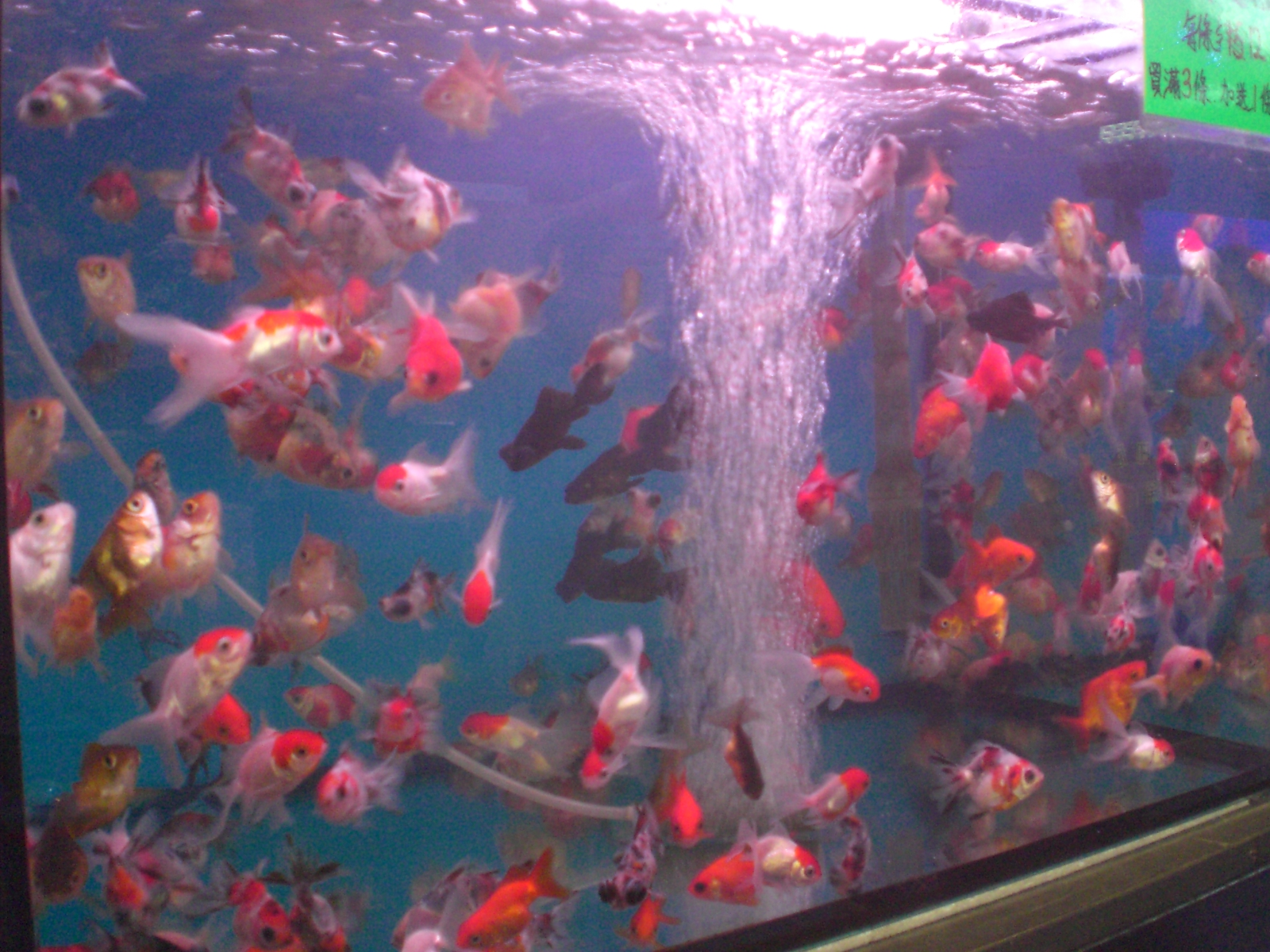
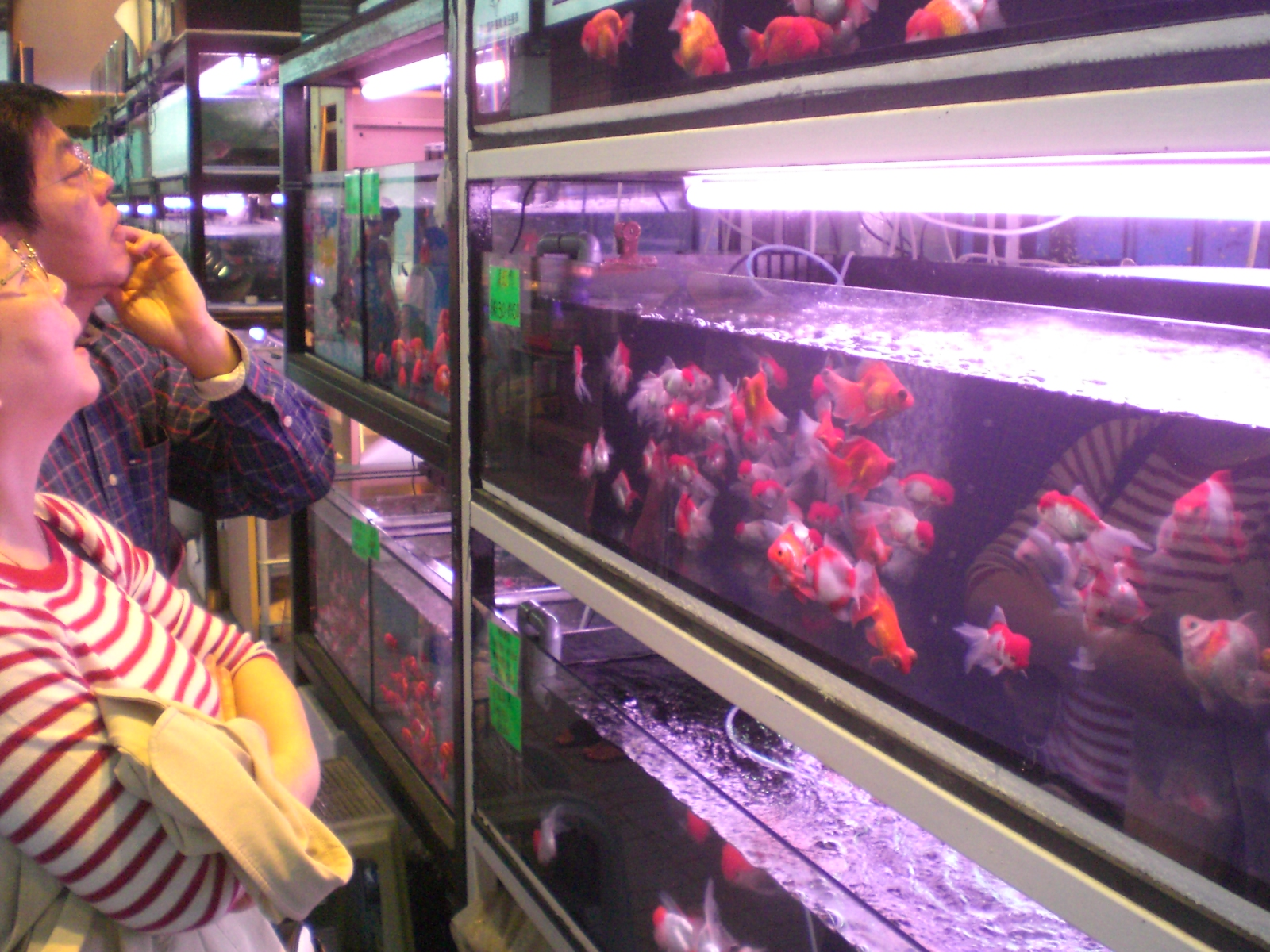
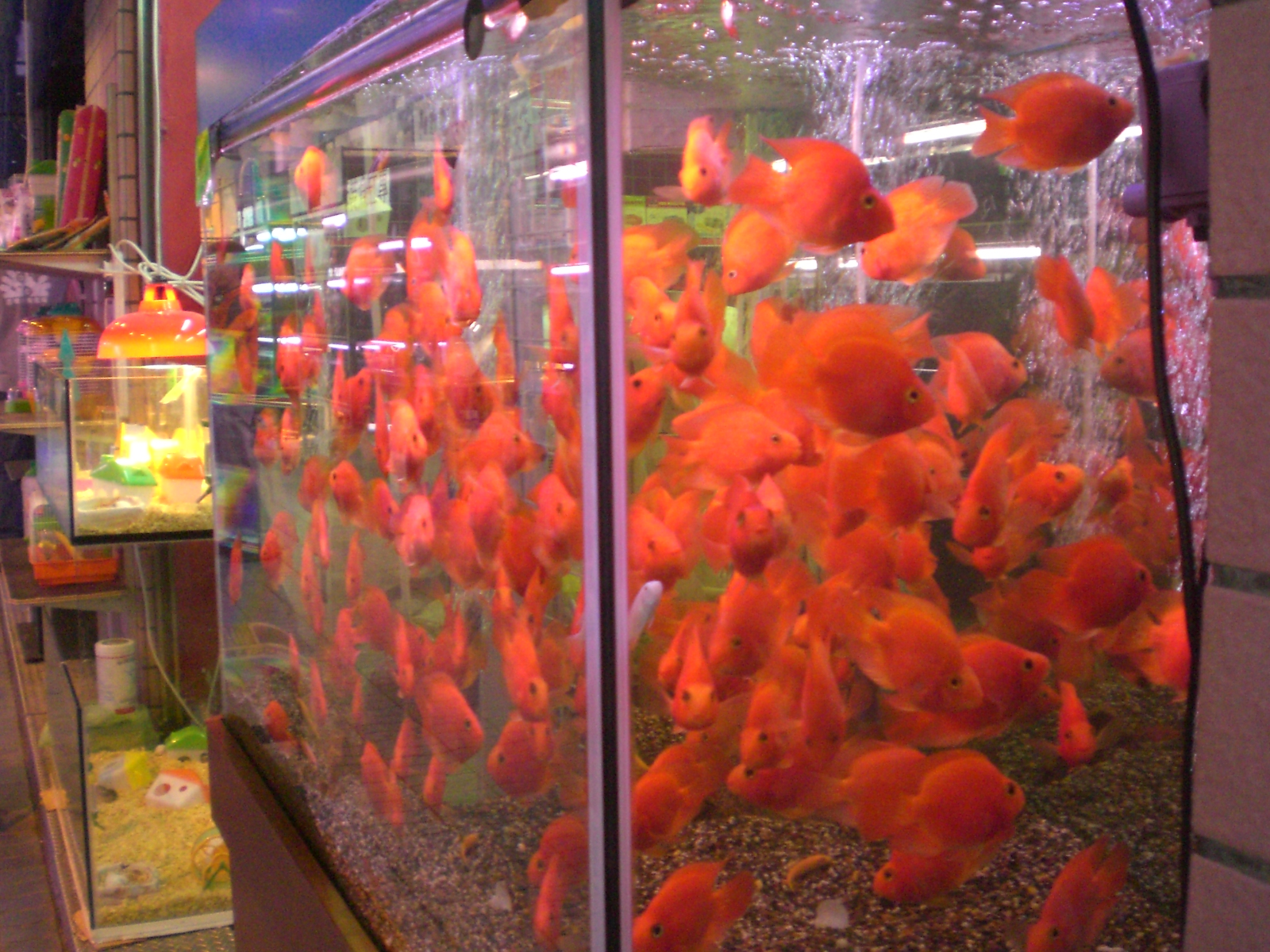

## 鄰近
- 華蘭路
- 祐民街
- 鰂魚涌街
- 惠安苑

## 交通
港鐵
- █  港島綫：太古站B出口
- █  港島綫、 █  將軍澳綫：鰂魚涌站A出口